# كريستين بوتوملي
كريستين بوتوملي (بالإنجليزية: Christine Bottomley)‏ هي ممثلة بريطانية، ولدت في 27 أبريل 1979 بروتشديل في المملكة المتحدة.

## وصلات خارجية
- كريستين بوتوملي على موقع IMDb (الإنجليزية)
- كريستين بوتوملي على موقع قاعدة بيانات الفيلم (الإنجليزية)